# Father
『Father』（ファーザー）は、2013年制作の日本映画。
“父と子の絆”をテーマに、30代（市原直、これが初監督作品）、40代（杉山嘉一）、50代（月野木隆）の監督（3人とも脚本も執筆）がそれぞれ制作した3話の短編で構成されたオムニバス映画である。主題歌は南こうせつの「うちのお父さん」。
2013年11月2日から11月15日までの2週間限定での公開である。

## ストーリー

### 「ヴァージンロード」
結婚を直前に控えた吉本久美は、戸籍謄本を取りに行ったところ、自分が“養女”であった事を知ってしまい、今まで実の娘同然に育ててくれた養父・芳和にも素直に接することが出来なくなる。一方、久美が仕事で介護している男は実の娘に会えずにいた。久美はその男との交流を通して、家族の意味について考え始める。

### 「俺の屍を越えてゆけ」
佐藤真一は3歳の時に父親・一朗太を亡くし、父親の愛情を知らずに育ってきた。真一は親族に結婚を報告するため、婚約者の優子と共に実家に帰ってきた。
すると、真一の前に一朗太の幽霊が現れ、男同士の意地をかけた2人の奇妙な親子喧嘩が始まる。

### 「手を伸ばせば」
前田茂は製陶所の経営者としてコツコツと寡黙に家族のために働き、3人の子供・佐知、一輝、信行を育て上げてきた。
ある日、その茂が突然失明してしまう。今後の事を話し合うため、佐知の夫も交えた6人で前田家の家族会議が始まる。

## スタッフ・キャスト

### 「ヴァージンロード」
- 監督・脚本：市原直

キャスト
- 吉本久美：桜木梨奈
- 芳和：松田ジロウ
- 咲羽靖子
- 今吉祥子
- 安田宏明：針原滋

### 「俺の屍を越えてゆけ」
- 監督・脚本：杉山嘉一

キャスト
- 佐藤真一：尾関伸嗣
- 佐藤一朗太：水野直
- 優子：植田ゆう希
- 佐藤真澄：黒田福美

### 「手を伸ばせば」
- 監督・脚本：月野木隆

キャスト
- 前田信行：青柳尊哉
- 前田茂：花ヶ前浩一
- 前田佐知：正木佐和
- 前田一輝：檜尾健太
- 佐知の夫：松原正隆
- 茂の妻：仙頭美和子